# Aira (ciutat)
Aira (姶良市, Aira-shi) és una ciutat de la prefectura de Kagoshima, al Japó. El 2015 tenia una població estimada de 75.235 habitants i una densitat de població de 325 habitants per km². Té una àrea total de 231,25 km².
Aira està situada a la l'oest de Kirishima i al nord de Kagoshima dins de la prefectura de Kagoshima. L'actual ciutat d'Aira fou establerta el 23 de març de 2010 com a resultat de la fusió del poble d'Aira (poble) amb els pobles de Kajiki i Kamō del districte d'Aira.